# Pauline Garin
Pauline Garin est une joueuse internationale française de rink hockey née le 30 août 1995.

## Palmarès
En 2012, elle est sacrée championne du monde.